# Ламмис, Синтия
Синтия Мари Ламмис Видершпан (англ. Cynthia Marie Lummis Wiederspahn; род. 10 сентября 1954) — американский политик, член Республиканской партии.

## Биография
Окончила Вайомингский университет, получив две степени бакалавра наук. В 1976 году — по зоологии, в 1978 году — по биологии. Также в 1985 году в этом же университете Видершпан получила степень доктора юридических наук, в то же время работая клерком в Верховном суде Вайоминга.
- 1979—1983, 1985—1993 — член Палаты представителей Вайоминга[англ.].
- 1993—1995 — член Сената Вайоминга[англ.].
- 1997—1998 — директор Управления государственных земель и инвестиций штата Вайоминг.
- 1999—2007 — казначей штата Вайоминг[2].
- 2009—2017 — член Палаты представителей США[3].
- c 2021 — сенатор от штата Вайоминг